# Amerta Bhuana
Amerta Bhuana is een bestuurslaag in het regentschap Karangasem van de provincie Bali, Indonesië. Amerta Bhuana telt 3101 inwoners (volkstelling 2010).